# Calophlebia karschi
Calophlebia karschi is een libellensoort uit de familie van de korenbouten (Libellulidae), onderorde echte libellen (Anisoptera).
De soort staat op de Rode Lijst van de IUCN als onzeker, beoordelingsjaar 2008.
De wetenschappelijke naam Calophlebia karschi is voor het eerst geldig gepubliceerd in 1896 door Selys.